# Steve Ince

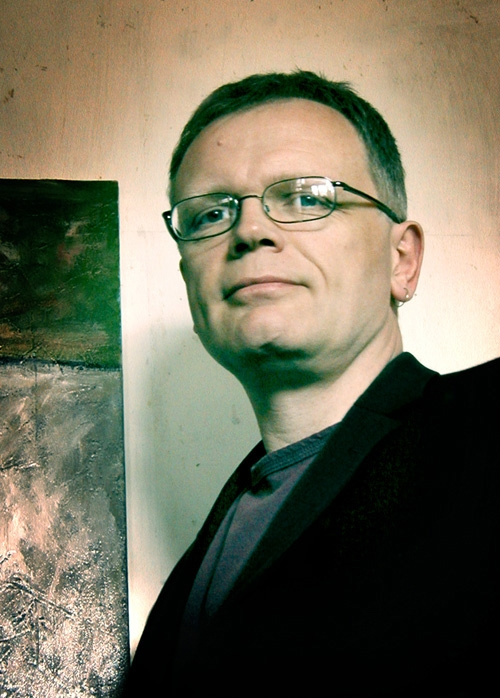
Steve Ince

Steve Ince ist ein britischer Computerspielentwickler, der sich vor allem als Autor einen Namen in der Branche gemacht hat. Für das britische Entwicklerstudio Revolution Software war er unter anderem an der Erschaffung der Adventure-Reihe Baphomets Fluch maßgeblich beteiligt.

## Leben
Ince studierte Astronomie und Astrophysik an der Newcastle University und machte 1979 seinen Abschluss. Er begann 1993 beim britischen Entwickler Revolution Software und war als Grafiker an der Entwicklung des Adventures Beneath a Steel Sky beteiligt. 1996 folgte Baphomets Fluch (Originaltitel: Broken Sword), der bis heute größte Hit von Ince und Revolution, den er als Produzent begleitete. Die gleiche Rolle bekleidete er für das 1997 erschienene Sequel Baphomets Fluch 2.
Bei dem Action-Adventure In Cold Blood, das im Jahr 2000 erschien, fungierte Ince erstmals auch als Autor und Designer. Ähnlich gestaltete sich seine Mitarbeit an dem Adventure The Road to El Dorado, das ebenfalls im Jahr 2000 auf den Markt kam. Es folgte schließlich im Jahr 2003 das lang erwartete Baphomets Fluch: Der schlafende Drache, für das Ince erneut Story und Dialoge beisteuerte. Trotz guter Verkaufszahlen des Spiels musste Revolution Software im folgenden Jahr allerdings einen Großteil seiner Mitarbeiter entlassen, weshalb Ince sein eigenes Entwicklerstudio Juniper Games gründete.
Die ersten drei Projekte von Juniper Games waren das Arcade-Adventure Mr. Smoozles Goes Nutso, das Rollenspiel-Adventure Mekapods sowie das klassische Adventure Juniper Crescent: The Sapphire Claw. Sämtliche Entwicklungen basierten auf Web-Comics, die Ince selbst zeichnete. Nebenbei war er weiterhin als freier Autor tätig und arbeitete an einem Buch zum Thema Storywriting für Spiele.
2007 arbeitete er mit dem französischen Team Wizarbox an dem Adventure So Blonde, das in Deutschland bei dtp erschienen ist. Es wurde 2010 mit So Blonde – Zurück auf die Insel fortgesetzt. Er schrieb auch einen kleinen Teil des Skripts für das polnische Computer-Rollenspiel The Witcher und dessen Nachfolger The Witcher 2: Assassins of Kings.
2011 arbeitete Steve Ince erneut mit Wizarbox am So-Blonde-Prequel Captain Morgane and the Golden Turtle, welches 2012 über den Publisher Reef Entertainment Ltd. erschien. Auch in diesem Fall erschien die deutsche Fassung bei dtp.

## Ludographie (Auszug)
| Spiel               | Jahr | Studio              | Publisher          | Rolle               |
| ------------------- | ---- | ------------------- | ------------------ | ------------------- |
| Beneath a Steel Sky | 1994 | Revolution Software | Virgin Interactive | Hintergrundgrafiken |
| Broken Sword        | 1996 | Revolution Software | Virgin Interactive | Produzent           |
| Broken Sword 2      | 1997 | Revolution Software | Virgin Interactive | Produzent           |
| In Cold Blood       | 2000 | Revolution Software | Ubisoft            | Produzent, Autor    |

## Bibliographie
- Writing for Video Games. A&C Black, London 2006, ISBN 0-7136-7761-9.